# 三姐妹峰 (澳大利亞)
三姐妹峰（Three Sisters）是位於澳大利亚新南威尔士州藍山的一个特殊岩层，位于贾米森谷的北崖上。三姐妹峰位于卡托姆巴镇附近，是蓝山最著名的景点之一。三姐妹峰中的每塊岩石的名字是分別是靡愛倪（Meehni，922米）、溫拉（Wimlah，918米）和甘妮杜（Gunnedoo，906米）。